# Kongsberg Satellite Services
Pour les articles homonymes, voir Kongsberg (homonymie).
Kongsberg Satellite Services ou KSAT est une société norvégienne qui gère un réseau de stations terriennes réparties sur l'ensemble du globe qui assure les liaisons avec les satellites. KSAT gère un parc de 120 antennes paraboliques. KSAT détient en particulier trois stations situées à des latitudes élevées - la station de Tromsø (69°N), la station du Svalbard (78°N) dans l'île du Svalbard et la station de Troll en Antarctique  (72°S) qui ont la capacité du fait de leur latitude élevée d'entrer en contact à chaque orbite avec les satellites circulant sur une orbite polaire à une altitude supérieure à 500 km. KSAT a été fondée 2002 mais ses premières installations à  Tromsø ont été inaugurées en 1967. KSAT est une coentreprise détenue pour moitié d'une part par l'entreprise Kongsberg Gruppen et d'autre part par l'agence spatiale norvégienne, le Norsk Romsenter. La société emploie en 2018 180 personnes dont 130 à son siège situé à Tromsø.